# Бугайні
Бугайні (Botaurinae) — підродина пеліканоподібних птахів родини чаплевих (Ardeidae). Включає 14 видів у трьох родах, з них один вид вимер у XIX столітті.

## Поширення
Представники підродини трапляються на всіх материках. Залежно від ареалу поширення це перелітні птахи. Кілька популяцій залишаються в ареалі розмноження цілий рік. Переважними місцями проживання є смуги густої рослинності вздовж прісноводних водойм. Деякі види також мешкають в солончаках і мангрових заростях.

## Роди
- Гова (Zebrilus) — 1 вид
- Бугайчик (Ixobrychus) — 9 видів
- Бугай (Botaurus) — 4 види